# Osiny (województwo opolskie)
Osiny (dodatkowa nazwa w j. niem. Rothhaus; śl. Rothaus) – wieś w Polsce położona w województwie opolskim, w powiecie opolskim, w gminie Komprachcice.
Od 1950 miejscowość należy administracyjnie do województwa opolskiego.
Z Opola dojazd autobusami miejskimi linii nr 8.

## Historia

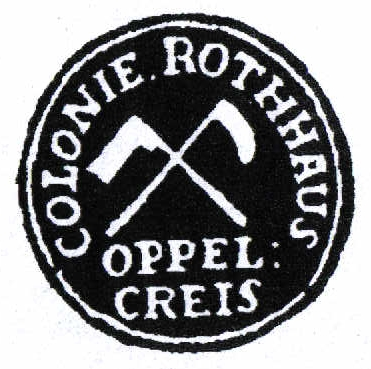
Stara pieczęć miejscowości

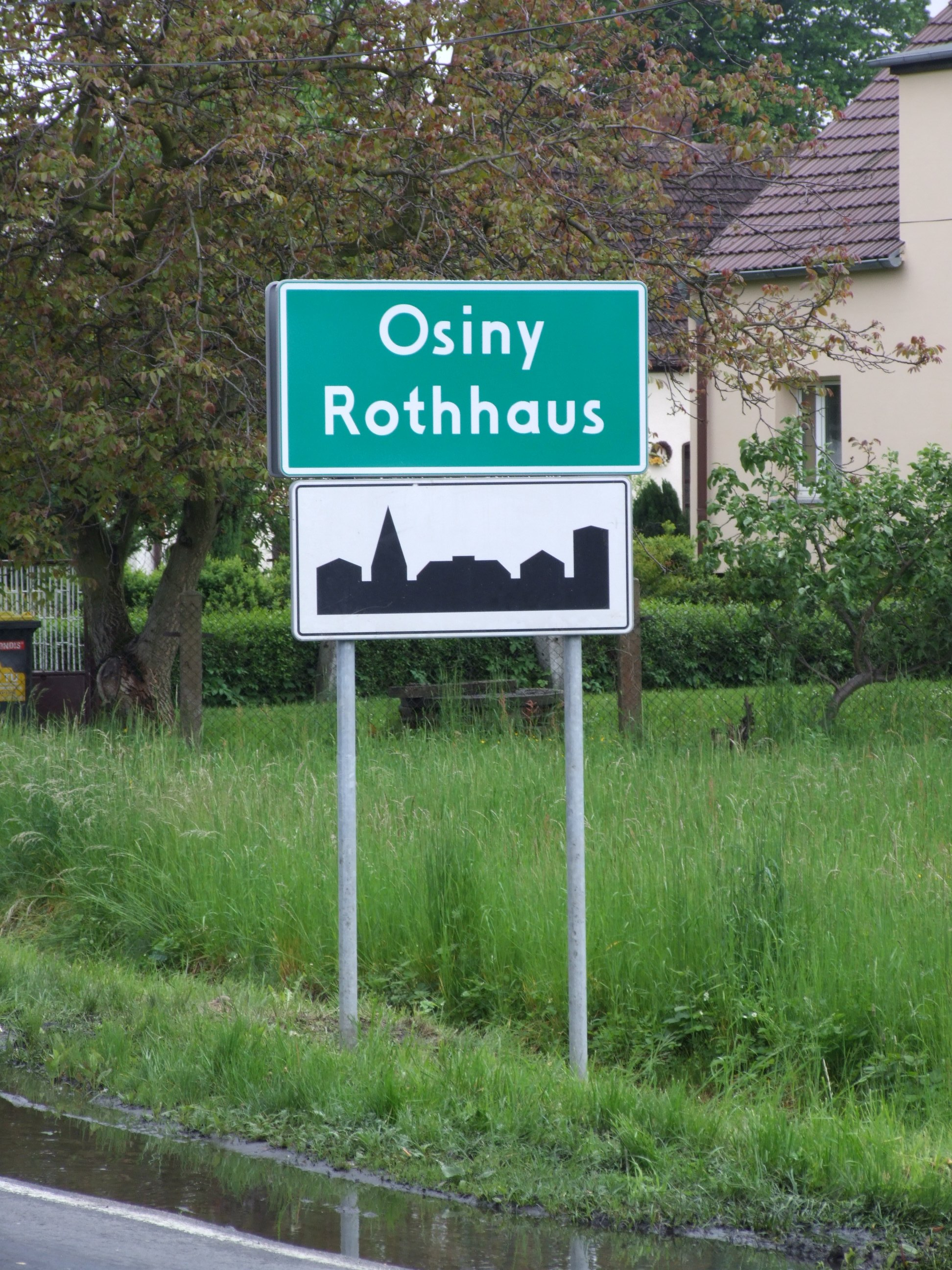
Polsko-niemiecka tablica ustawiona w maju 2010

Początki wsi są niejasne – źródła historyczne wymieniają około 1300 roku nazwę Ossini w księdze uposażeń biskupów wrocławskich, według innych źródeł miejscowość powstała dopiero po wojnie trzydziestoletniej lub pod koniec XVIII wieku jako kolonia, w której osiedlili się cesarscy dragoni. W przeszłości obecnej nazwy Osiny nie używano, poza wymienionym dokumentem biskupim, który może dotyczyć tej wioski. W użyciu była niemiecka nazwa Rothhaus, która od 2010 jest oficjalną, dodatkową nazwą miejscowości.
W 1819 jako właściciel wsi wymieniany jest baron Hochberg, z rodu późniejszych książąt Pszczyny i Książa. W połowie XIX wieku Osiny nadal były niewielką miejscowością – w 12 domach mieszkało 71 osób – do roku 1900 liczba ta wzrosła do 189.
Na starej pieczęci wsi z końca XIX wieku widać dawny herb – skrzyżowany cep i kosę, podkreślające rolniczy charakter wsi.
Podczas plebiscytu w 1921 za Niemcami głosowało 170, a za Polską 25 osób. W okresie międzywojennym 30% mieszkańców stanowili ewangelicy i dla nich w latach 30. wybudowano używany do dziś, murowany kościół Gustawa Adolfa. Na przykościelnym cmentarzu znajdują się groby zarówno ewangelików jak i katolików.
W 1933 ówczesny Rothhaus liczył 529, a tuż przed wybuchem II wojny światowej 659 mieszkańców i była to największa liczba w dziejach jego istnienia.
Po objęciu tych terenów przez administrację polską przez kilka lat używano spolszczonej nazwy Rotuz. Dopiero na przełomie lat 40. i 50. nawiązano do nazwy Ossiny, ale jej historyczne utożsamianie z dzisiejszymi Osinami jest błędne - na przedwojennych mapach występuje co prawda nazwa Oschine, jednak miejscowość ta znajduje się kilka kilometrów dalej w kierunku południowym - to obecnie przysiółek wioski Nowa Kuźnia.
Wieś również w Polsce pozostała niewielką osadą – w 1960 zamieszkiwały w niej 504 osoby w 91 budynkach. Obecnie jest ich jeszcze mniej – 419.